# Mathilda Karlsson

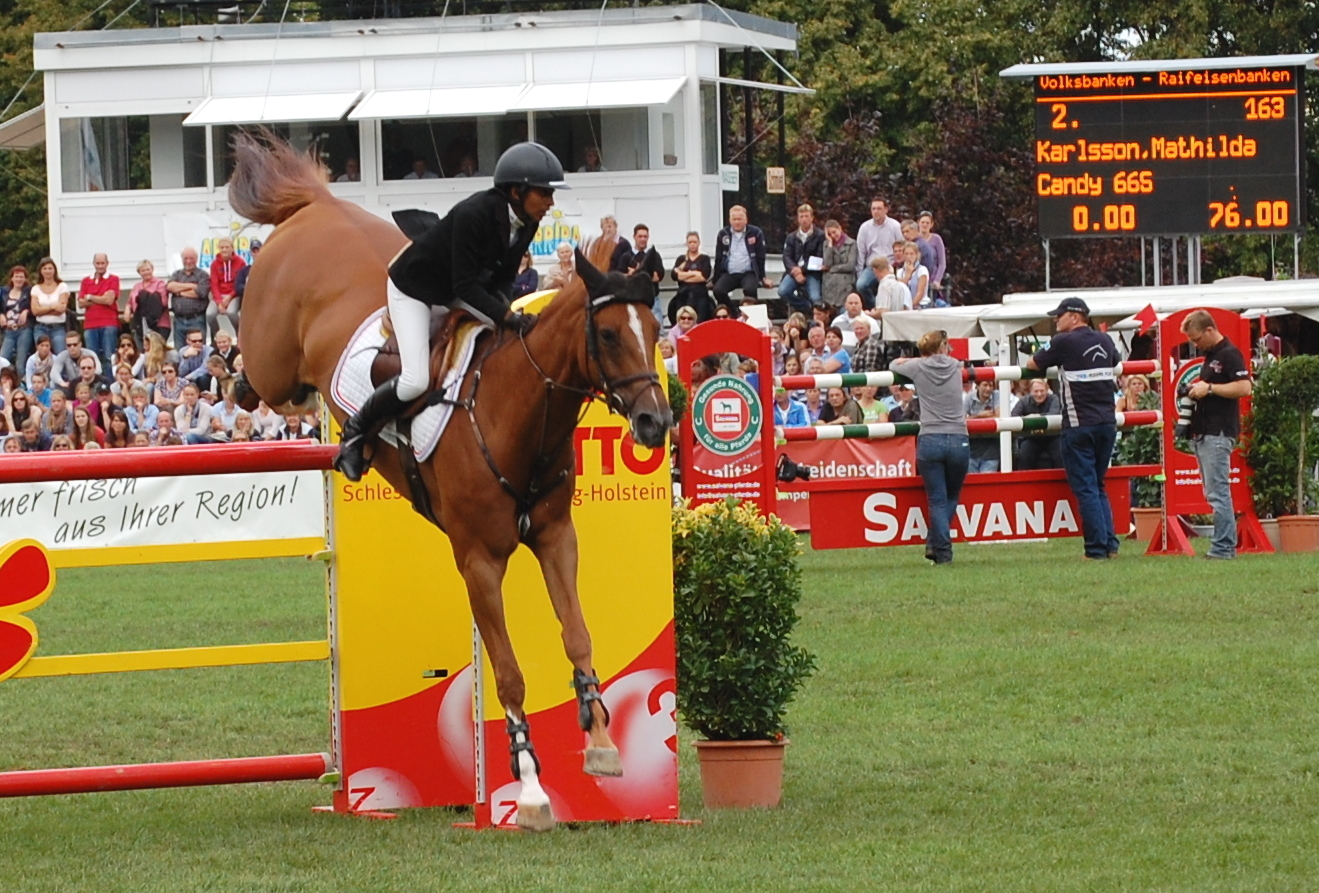
Mathilda Karlsson mit Candy (2011)

Mathilda Thanuja Karlsson (* 27. September 1984 in Kandy, Sri Lanka) ist eine schwedisch-sri-lankische Springreiterin. Seit 2018 startet sie im Sport für Sri Lanka.

## Werdegang
Mathilda Karlsson wurde auf Sri Lanka geboren. Bereits im Alter von drei Monaten wurde sie von einer Familie aus Kristianstad adoptiert und lebte fortan in Schweden. Neben dem schwedischen Pass, den sie durch die Adoption erhielt, behielt Karlsson auch weiterhin die sri-lankische Staatsbürgerschaft.

### Erste Arbeit mit Pferden
Wie viele schwedische Mädchen ihres Alters begann Karlsson mit sechs Jahren in einer Reitschule mit dem Reitunterricht. Zunächst hatte sie vor allem Freude an der Pflege und am Umgang mit den Pferden, erst später stellte sich ihr Interesse für den sportlichen Wettbewerb ein. Nach ihrem Schulabschluss machte Mathilda Karlsson den Pferdesport zu ihrem Beruf, sie machte eine Ausbildung zur Bereiterin. Im Rahmen eines zehnwöchigen Auslandspraktikums kam sie nach Breitenburg (Deutschland) in den Stall, wo auch Rolf-Göran Bengtsson tätig war, den sie als eines ihrer Vorbilder benennt.
Hier lernte sie den Bäckereiunternehmer und Züchter von Holsteiner Springpferden Manfred von Allwörden kennen, der zum Jahresbeginn 2012 den Grönwohldhof in Grönwohld bei Trittau übernommen hatte, wo zuvor die Dressurreiterin Karin Rehbein ansässig gewesen war. Dort übernahm Mathilda Karlsson die Ausbildung der Springpferde.

### Teilnahme an Turnieren
Ihr Geburtsland Sri Lanka lernte Mathilda Karlsson erst 2017 während einer Urlaubsreise kennen. Infolgedessen entschied sie sich, im Sport nicht mehr für Schweden, sondern für Sri Lanka zu starten. Durch das Sponsoring ihres Lebensgefährten, eines Hamburger Immobilienunternehmers, war Karlsson 2019 Teil des Global-Champions-League-Teams „Hamburg Giants“. Hierüber bekam sie die Möglichkeit, bei den hochdotierten CSI 5*-Turnieren der Global Champions Tour zu starten. Schon in den Jahren vorher war sie mehrfach bei Turnieren der Global Champions Tour am Start gewesen. Größere Einzelerfolge in bedeutenden internationalen Großen Preisen konnte Karlsson bisher jedoch nicht verzeichnen. Im August 2017 kam sie im Rahmenprogramm des Global Champions Tour-Turniers von London mit der Stute Quantina auf den 2. Platz im Großen Preis eines CSI 2*.
Im Mai 2020 kam es zu einem Brand auf Grönwohldhof. Ein Wohn- und Stallgebäude brannte hierbei ab und zwei Pferde starben in den Flammen. 26 Pferde, darunter die Turnierpferde von Mathilda Karlsson, konnten gerettet werden.

### Qualifikation für die Olympischen Sommerspiele
Zum Stichtag 31. Dezember 2019 stand fest, dass Sri Lanka dank der Ergebnisse von Mathilda Karlsson einen Einzelstartplatz bei den Olympischen Sommerspielen in Tokio errungen hatte. Hiergegen wurde Protest laut, da Karlsson die erforderlichen Erfolge hierfür hauptsächlich bei drei Turnieren in Villeneuve-Loubet im Dezember 2019 errungen hatte. Bei diesen Turnieren waren aufgrund der Ausschreibung nur sehr wenige Reiter am Start. Der Weltpferdesportverband FEI überprüfte daraufhin die Turniere und stellte fest, dass bei jedem dieser Turniere zwei Prüfungen nach Nennungsschluss ergänzt worden waren, die für die Olympiarangliste zählten. Obwohl die geänderte Zeiteinteilung ursprünglich von der FEI so gebilligt wurde, erklärte die FEI die zusätzlichen Prüfungen nach dem FEI-Regelwerk für unzulässig und somit gestrichen. Damit verlor Karlsson Ranglistenpunkte, ihren Startplatz erhielt zunächst der nun besser platzierte Kenneth Cheng für Hongkong.
Mathilda Karlsson zog gegen die Entscheidung der FEI vor den Internationalen Sportgerichtshof. Dieser hob die Entscheidung der FEI auf. Da die geänderten Zeitpläne von der FEI akzeptiert wurden, handele es sich um ein menschliches Versagen bei der FEI. Von daher sei die Streichung der Ergebnisse nicht zulässig. Karlsson bekam damit ihre Ranglistenpunkte zurück und der Olympiastartplatz der Gruppe G (Südostasien und Ozeanien) ging wieder an Sri Lanka. Da Sri Lanka über keinen anderen international aktiven Springreiter verfügt, wurde Karlsson mit ihrem Hengst Chopin für die Olympischen Spiele nominiert. Dort schied sie in der Qualifikationsprüfung für das Einzelfinale durch zwei Verweigerungen ihres Pferdes aus.

### 2023
Im August 2023 wurde Karlsson wegen drei verpassten Dopingkontrollen bis zum 14. Januar 2025 gesperrt.

## Pferde (in Auswahl)
- Chopin VA (* 2009), dunkelbrauner Holsteiner Hengst, Vater: Casall, Muttervater: Coriano, Züchter: Manfred von Allwörden[19]